# Arrenurus wolcotti
Arrenurus wolcotti är en kvalsterart som beskrevs av Marshall 1908. Arrenurus wolcotti ingår i släktet Arrenurus och familjen Arrenuridae. Inga underarter finns listade i Catalogue of Life.